# 리그컵
리그컵은 각국 프로축구에서 정규리그 이외에 벌어지는 컵대회를 말한다. 특히 해당 프로축구를 주관하는 연맹 (League)에 가입된 팀들만이 참가하기 때문에 축구협회에 가입된 모든 팀들이 참가하는 FA컵과 이 부분에서 차별화가 있다.

## 리그컵 목록

### 아시아

#### 일본
- J리그컵

### 유럽

#### 잉글랜드
- EFL컵
- EFL 트로피

#### 프랑스
- 쿠프 드 라 리그

#### 포르투갈
- 타사 드 리가

#### 스코틀랜드
- 스코티시 리그컵
- 스코티시 챌린지컵

## 폐지된 리그컵

### 아시아

#### 대한민국
- 리그컵

#### 일본
- 일본 사커 리그컵

### 유럽

#### 잉글랜드
- 콘퍼런스 리그컵

#### 스페인
- 코파 데 라 리가